# Parfum de scandale
Pour plus de détails, voir Fiche technique et Distribution.
Parfum de scandale (Widows' Peak) est un film irlando-britannique réalisé par John Irvin, sorti en 1994.

## Synopsis
Le village irlandais de Kilshannon, au début des années 1920, est régenté par un comité de veuves que dirige Madame Doyle-Counihan ; leur "royaume" est le cimetière installé sur une colline dominant la localité. Bientôt, arrive une nouvelle venue, Madame Edwina Broome, une jeune anglaise, riche et veuve de guerre. Elle s'attire rapidement les faveurs d'un célibataire en vue, le fils Doyle-Counihan, Godfrey (lequel vit sous la coupe de sa mère) ; en revanche, Mademoiselle Katherine O'Hare — une vieille fille pauvre, courtisée par le dentiste Con Clancy, et bénéficiant de la "protection" de la veuve Doyle-Counihan — devient une ennemie déclarée, pour des raisons obscures.

## Fiche technique
- Titre français : Parfum de scandale
- Titre original : Widows' Peak
- Scénario et histoire originale : Hugh Leonard
- Photographie : Ashley Rowe
- Montage : Peter Tanner
- Musique : Carl Davis
- Direction artistique : David Wilson et Richard Elton
- Décors : Leo Austin
- Costumes : Consolata Boyle
- Production : Jo Manuel et Tracey Seaward, pour British Screen Productions, Jo Manuel Productions et The Rank Organisation
- Distribution : Suisse romande : Columbus[1]
- Tournage : du 19 juillet 1993 au 10 septembre 1993
- Genre : Comédie dramatique, policier, thriller
- Format : couleur
- Durée : 101 minutes
- Dates de sortie :
  - Royaume-Uni : 15 avril 1994
  - France : 7 septembre 1994
  - Suisse romande : 9 septembre 1994[1]

## Distribution
(dans l'ordre du générique de fin)
- Mia Farrow (VF : Élisabeth Wiener) : Mlle Katherine O'Hare
- Joan Plowright : Mme Doyle-Counihan
- Natasha Richardson : Mme Edwina Broome
- Adrian Dunbar : Godfrey Doyle-Counihan
- Jim Broadbent : Con Clancy
- Anne Kent : Mlle Grubb
- John Kavanagh : Canon Murtagh
- Rynagh O'Grady : Maddie O'Hara
- Gerard McSorley : Gaffney
- Michael James Ford : Rokesby
- Garrett Keogh : Grogan
- Britta Smith : Mme Colgan
- Sheila Flitton : Mme Mulrooney
- Marie Conmee : Mme Lawless
- Ingrid Craigie : Mme Purdieu
- Doreen Keogh : Mme Buckley
- Eileen Colgan : Mme Fogerty
- Oliver Maguire : Killkelly
- Phelim Drew :  'FX'
- Jasmine Russell : Bridgie
- Tina Kellegher : Mme Dolores Furlong
- David Ganly : Liam